# Liste russischer Geheimdienste
Die Liste russischer Geheimdienste führt alle Einrichtungen der nachrichtendienstlichen Arbeit in Russland auf.

## FSB
Federalnaja Sluschba Besopasnosti
- Deutsch: Föderaler Dienst für Sicherheit
- Inlandsgeheimdienst, untersteht dem Innenministerium. Spionageabwehr (militärisch und zivil), Bekämpfung von Terrorismus und Organisierter Kriminalität. Nutzt alle möglichen Arten von Informationsbeschaffung, Observation auch fremder Staatsangehöriger, Überwachung des Internets, in bestimmten Fällen auch Auslandsspionage. Hieß vor 1995 FSK. Bekannt im Zusammenhang mit der Plutonium-Affäre.[1]
- Vorratsdatenspeicherung Sorm
- etwa 100.000 Mitarbeiter.[2]

## FAPSI
Federalnoje Agentstwo Prawitelstwennoi Swjasi i Informazii
- Deutsch: Föderale Agentur für Regierungsfernmeldewesen und Information
- Spionage und Abwehr im fernmeldetechnischen und elektronischen Bereich, sichert Fernmeldeverkehr von Armee und Regierung, Abhörsicherheit und Verschlüsselungstechniken, klärt aber auch auf, empfängt fremde Nachrichten und dechiffriert, angeblich gute technische Ausstattung, ähnlich leistungsfähig wie der entsprechende Dienst der USA, die National Security Agency (NSA)
- 2003 aufgelöst und wie auch FPS wurden die FAPSI-Abteilungen des Bereichs Informationsgewinnung vom FSB übernommen, das Regierungsfernmeldewesen unter dem Abteilungsnamen „SSSI“ dem FSO zugeordnet. Unmittelbarer FAPSI-Nachfolger ist der SSSN.
- etwa 120.000 Mitarbeiter[2]

## FPS
Federalnaja Pogranitschnaja Sluschba
- Deutsch: Föderaler Dienst für Grenzschutz
- zuständig für Sicherung und Bewachung der russischen Außengrenzen und Grenzregionen, inklusive Auslandsspionage.
- 2002 vom FSB übernommen
- mehr als 200.000 Mitarbeiter[2]

## FSO
Federalnaja Sluschba Ochrany
- Deutsch: Föderaler Dienst für Bewachung
- zuständig für Sicherheit von Regierung und Präsident, Personen- und Objektschutz, nach Weisung des Präsidenten auch nachrichtendienstliche Aktivitäten zur Abwehr oder Spionage.
- etwa 40.000 Mitarbeiter.[2]

## GRU
Glawnoje Raswedywatelnoje Uprawlenije
- Deutsch: Hauptverwaltung für Aufklärung
- zuständig für militärische Spionage im Ausland, untersteht dem russischen Verteidigungsministerium, nach eigenen Angaben „geheimster“ Dienst Russlands, sammelt und analysiert Informationen im Bereich Militärpolitik, -strategie, -geografie, Rüstungstechnik und militärisch nutzbarer Produkte.
- etwa 12.000 Mitarbeiter.[2]

## GUGI
- Deutsch: Hauptverwaltung Tiefseeforschung
- zuständig für zivile und militärische Tiefseeaktiviäten wie Spionage und Sabotage, sowie Aufklärung
- direkt dem Russischen Verteidigungsministerium unterstellt, unabhängig von der Marine

## SWR
Sluschba wneschnei raswedki
- Deutsch: Dienst für Außenaufklärung
- zuständig für zivile Auslandsspionage, sammelt und analysiert nachrichtendienstlich bedeutende Informationen in Wirtschaft, Wissenschaft, Technologie und Politik (Wirtschaftsspionage), auch mit Hilfe von angeworbenen Agenten im Ausland und Spionage fremder Nachrichtendienste.
- etwa 15.000 Mitarbeiter.[2]